# Catedral basílica de San Sabino (Bari)

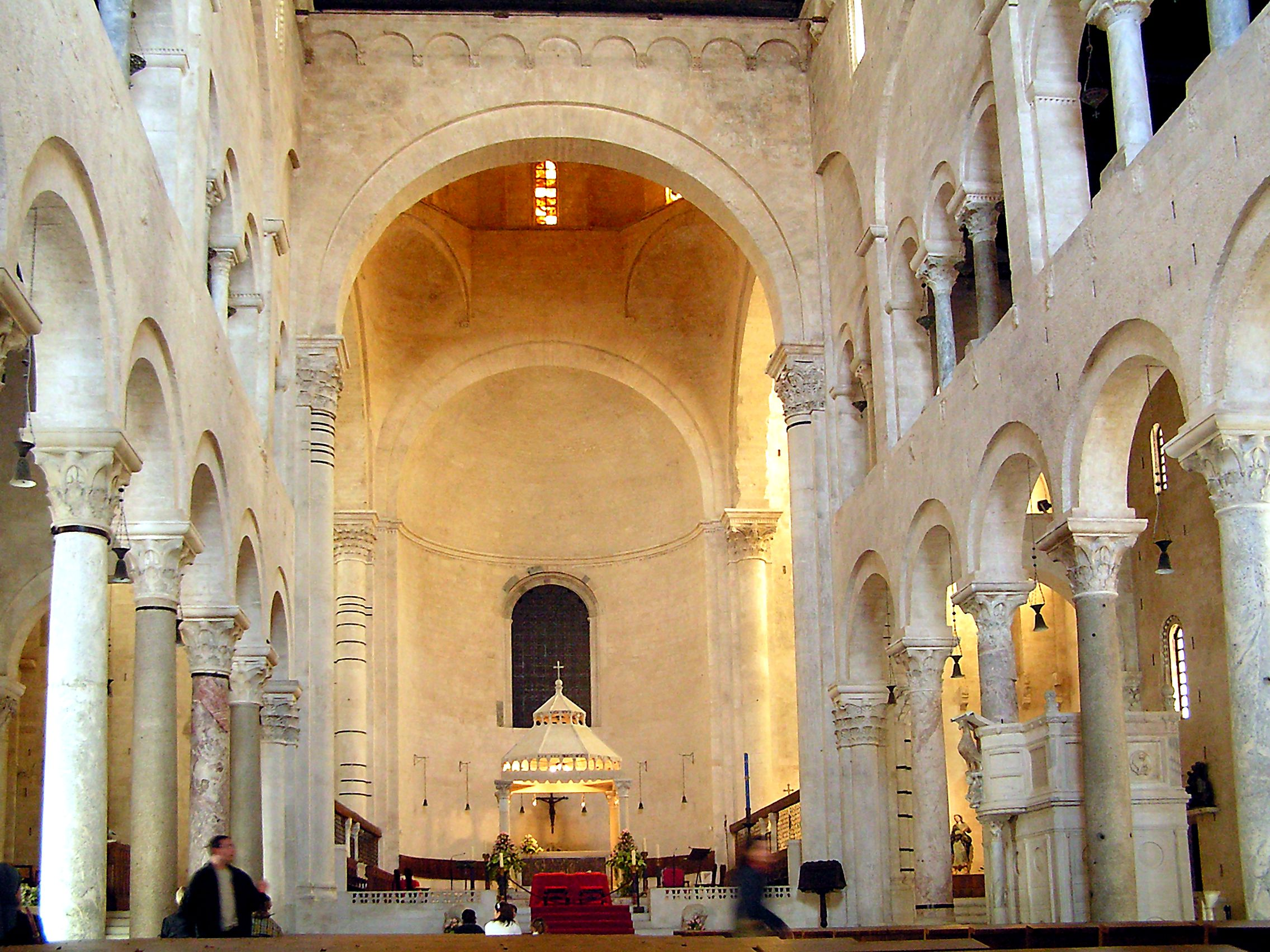
Vista interna con el ciborio al fondo y el ambón a la derecha.

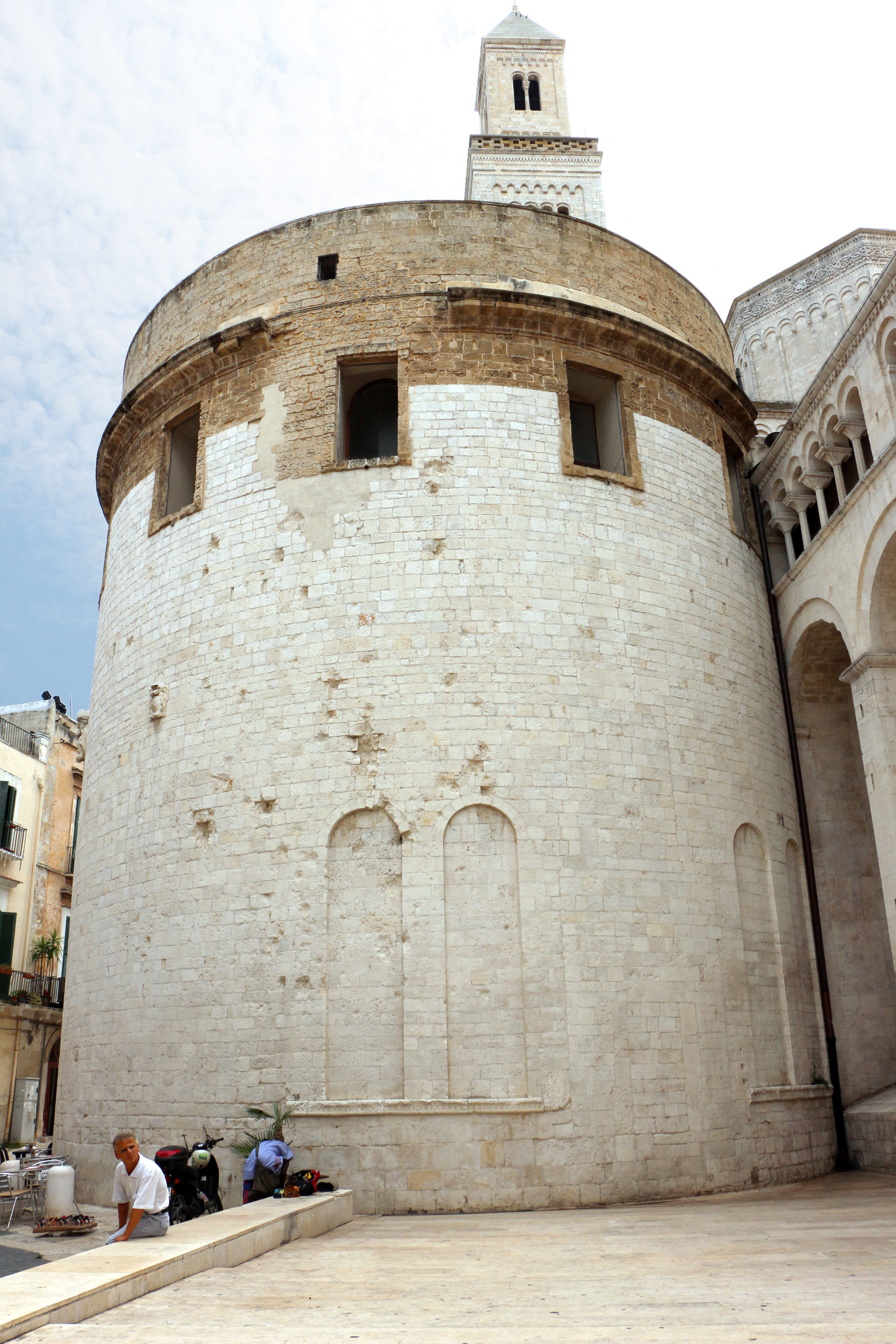
Trulla de la catedral de San Sabino.

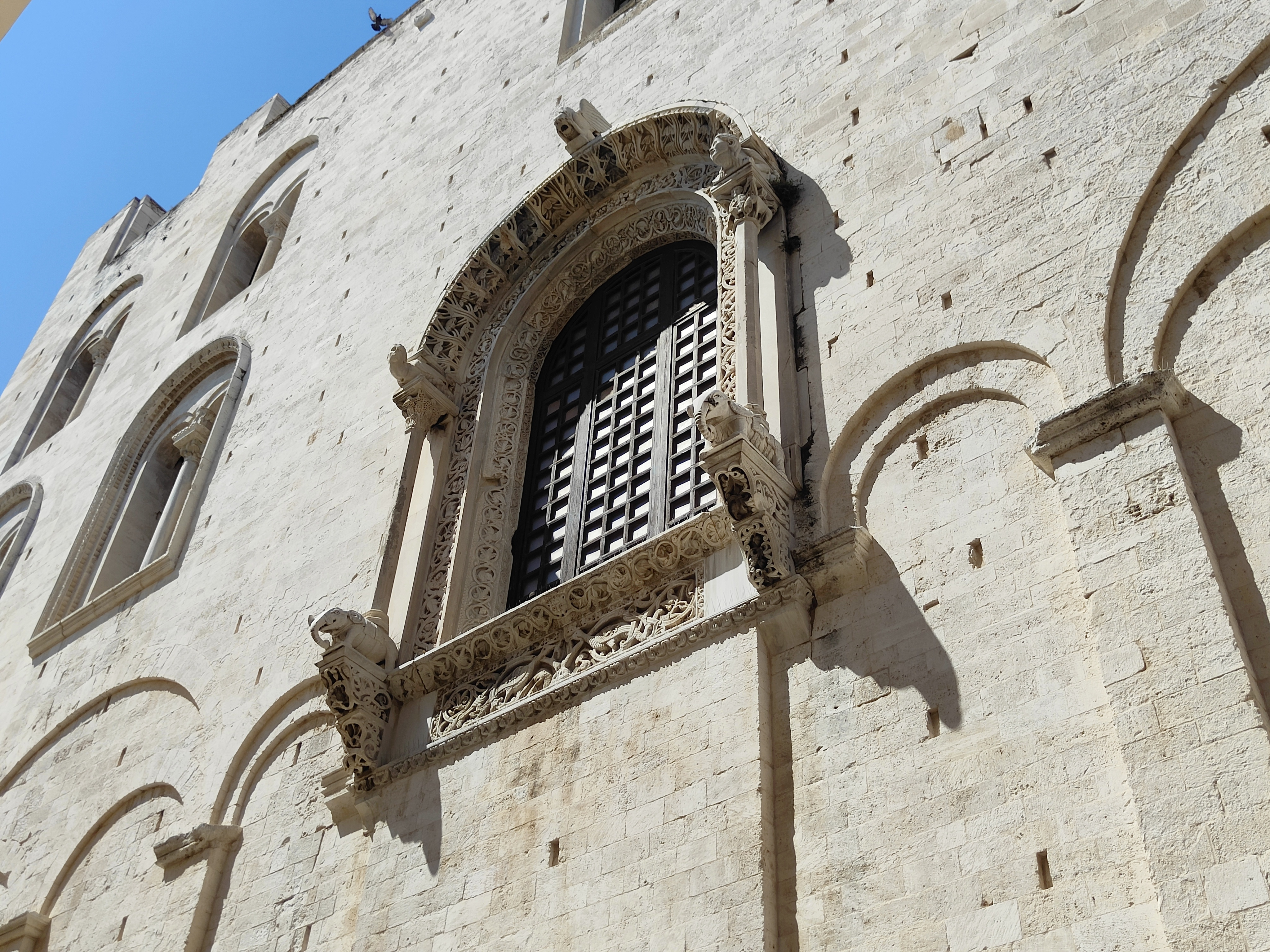
Ventana absidial de la catedral con elefantes.

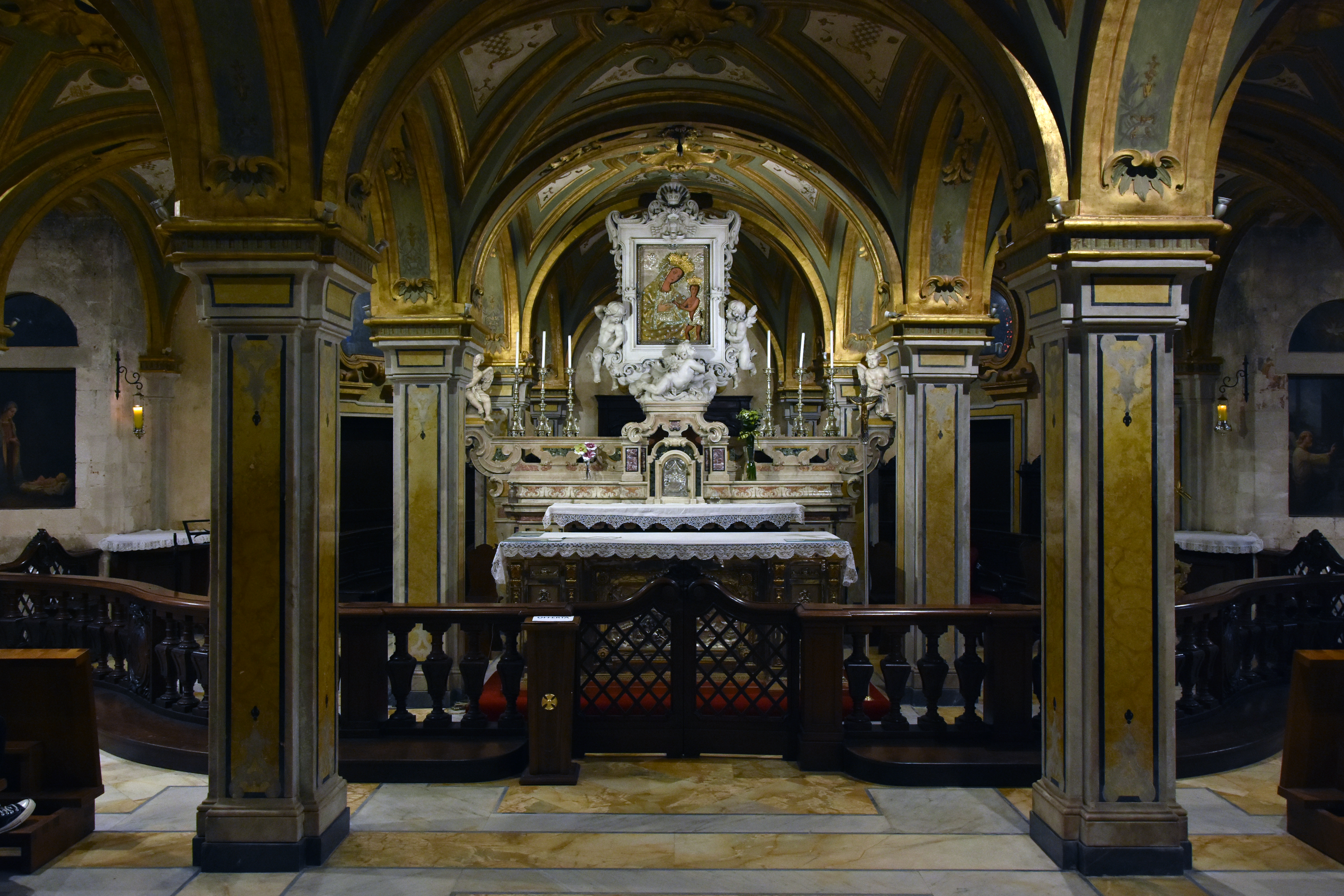
La cripta.

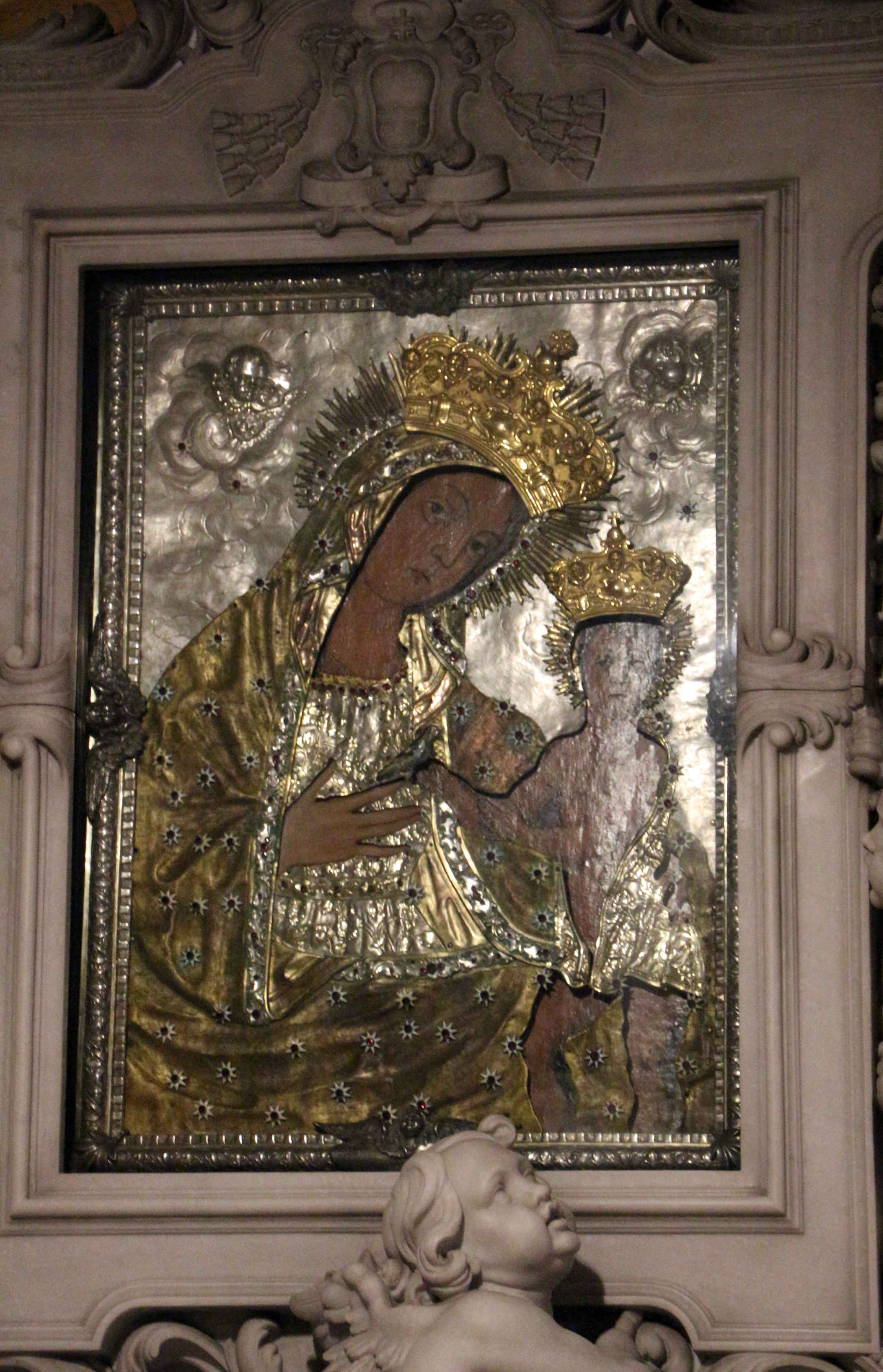
Icono de la Virgen Odegetría con riza del.

La Catedral Basílica de San Sabino o simplemente Catedral de Bari (en italiano: Basilica Cattedrale di San Sabino) Es un templo católico que sirve como la catedral de Bari, en la Apulia, al sur de Italia, de mayor antigüedad, aunque menos famosa que la Basílica de San Nicolás (Basilica de San Nicola) en la misma ciudad. La catedral es la sede del Arzobispo de Bari-Bitonto, como fue previamente de los arzobispos, obispos anteriores, de Bari. Está dedicada a San Sabino, un obispo de Canosa, cuyas reliquias fueron llevadas allí en el siglo IX.
El actual edificio fue construido entre finales del siglo XII y finales del siglo XIII, en su mayoría en los últimos treinta años del siglo XII, y fue construido en el sitio de las ruinas de la catedral imperial bizantina destruida en 1156 por Guillermo I de Sicilia conocido como el Malvado (il Malo). A la derecha del crucero todavía es posible observar rastros del pavimento original que se extiende bajo la nave.
La catedral formó parte temporalmente, entre 2006-2021, de un bien serial «Catedrales románicas de Apulia»,  recogido por Italia en su Lista Indicativa, paso previo a ser declarado patrimonio de la Humanidad. Fue retirado por el país en 2021.

## Exterior
El edificio es un ejemplo del románico de Apulia. La fachada, que llama la atención por su aspecto monolítico de piedra blanca, está dividida por dos lesenas en tres partes que reproducen la sección de las naves con el tímpano en el centro. El coronamiento con pequeños arcos descansa sobre ménsulas figuradas. En la parte superior de la sección central corren dos frisos, el superior con racimos de estilo bizantino, el inferior con rosetas y pequeños arcos, interrumpidos por el rosetón cercado por una cornisa semicircular adornada con siete ménsulas con figuras grotescas originarias del periodo gótico, aunque restauradas. Los tres portales que dan acceso al interior datan del siglo XI, pero fueron remodelados en el siglo XVIII. Se disponen varias ventanas monóforas y bíforas simétricamente.
La cabecera del crucero presenta tres pares de arcadas ciegas, cada una de las cuales encierra dos pares de arcadas más pequeñas, dos pisos de bíforas y un rosetón. El campanario (68,90 m de altura) está injertado en él.) La fachada posterior, que encierra y oculta los ábsides, flanqueada por dos campanarios (el derecho cayó durante el terremoto de 1613), tiene en el centro un soberbio ventanal, obra maestra de la escultura apuliense de finales del siglo XII. En el último tramo del lateral trasero izquierdo se destaca una gran construcción cilíndrica, llamada trulla, un antiguo baptisterio convertido en sacristía en el siglo XVII.

## Interior
La iglesia, despojada de toda estructura barroca, se presenta con tres naves separadas por dos filas de ocho esbeltas columnas, probablemente procedentes del edificio bizantino. Sobre los arcos, de doble perfil, se abren falsas galerías femeninas con grandes ventanales de tres parteluces encerrados en grandes arcos de descarga. Los capiteles de estuco y el techo de vigas a la vista están reconstruidos según el modelo del capitel original. El ciborio del altar mayor se reconstruyó a partir de los restos del original, de 1233. El crucero está elevado y limitado hacia la nave por plúteos del siglo XIII que imitan tejidos orientales y a ambos lados de la escalera que sube al presbiterio hay dos leones románicos. A la derecha del centro de la nave se alza el reconstruido ambón, con ornamentos como el simbólico águila federiciana que sostiene el atril con su cabeza.
En el suelo de la nave, restos de mármol policromado (siglo XIV), con un rosetón musivario que reproduce el diseño del de la fachada. Durante los solsticios de verano, los rayos del sol atraviesan el rosetón de la fachada y la sombra proyectada por sus dieciocho pétalos coincidirá con el diseño del de la nave.
En la cripta se conservan en el altar mayor las reliquias de San Sabino, obispo de Canosa. Fueron traídas a Bari en el año 844 por San Angelario, obispo de Canosa, quien, tras la destrucción de la ciudad por los sarracenos, las rescató de las ruinas. Se venera aquí el icono de la Virgen Odegetría (patrona de Bari, junto a San Nicolás) que, según la tradición, fue traído de Constantinopla en el siglo VIII, aunque en realidad es posterior.
En el subsuelo se pueden visitar los restos arqueológicas formados por la antigua catedral bizantina y las calles y edificios próximos a ella. Allí se han encontrado mosaicos policromados que adornaban el suelo (habitación de Timoteo) con figuraciones como peces o un pulpo, además de salas funerarias, restos de una calzada romana o restos de dos pequeñas iglesias bizantinas, de las que quedan incluso algunos frescos.